# Oroxylum indicum
Genre
Espèce
Synonymes
- Bignonia indica L., Sp. Pl.: 625 (1753).
- Spathodea indica (L.) Pers., Syn. Pl. 2: 173 (1807).
- Calosanthes indica (L.) Blume, Bijdr. Fl. Ned. Ind.: 760 (1826).
- Hippoxylon indica (L.) Raf., Sylva Tellur.: 78 (1838).
- Bignonia pentandra Lour., Fl. Cochinch.: 379 (1790).
- Bignonia tripinnata Noronha, Verh. Batav. Genootsch. Kunsten 5(4): 8 (1790), nom. nud.
- Bignonia lugubris Salisb., Prodr. Stirp. Chap. Allerton: 106 (1796).
- Bignonia quadripinnata Blanco, Fl. Filip.: 499 (1837).
- Bignonia tuberculata Roxb. ex DC., Prodr. 9: 177 (1845).
- Arthrophyllum ceylanicum Miq., Ann. Mus. Bot. Lugduno-Batavi 1: 27 (1863).
- Arthrophyllum reticulatum Blume ex Miq., Ann. Mus. Bot. Lugduno-Batavi 1: 27 (1863).
- Oroxylum flavum Rehder in C.S.Sargent, Trees & Shrubs: 193 (1927).

Oroxylum indicum, l’Arbre de Damoclès, est une espèce de plantes à fleurs  de la famille des Bignoniaceae. C'est la seule espèce du genre Oroxylum. C'est un arbre originaire de l'Asie.
En anglais, on l'appelle Indian trumpet tree ou Midnight horror.

## Taxonomie
Oroxylum est le genre type de la tribu des Oroxyleae.

## Description
L'arbre atteint  18 mètres de hauteur.

## Répartition
L'arbre est trouvé en Asie.

## Utilisations
Différentes parties de l'arbre sont utilisées en médecine traditionnelle ou comme aliment.

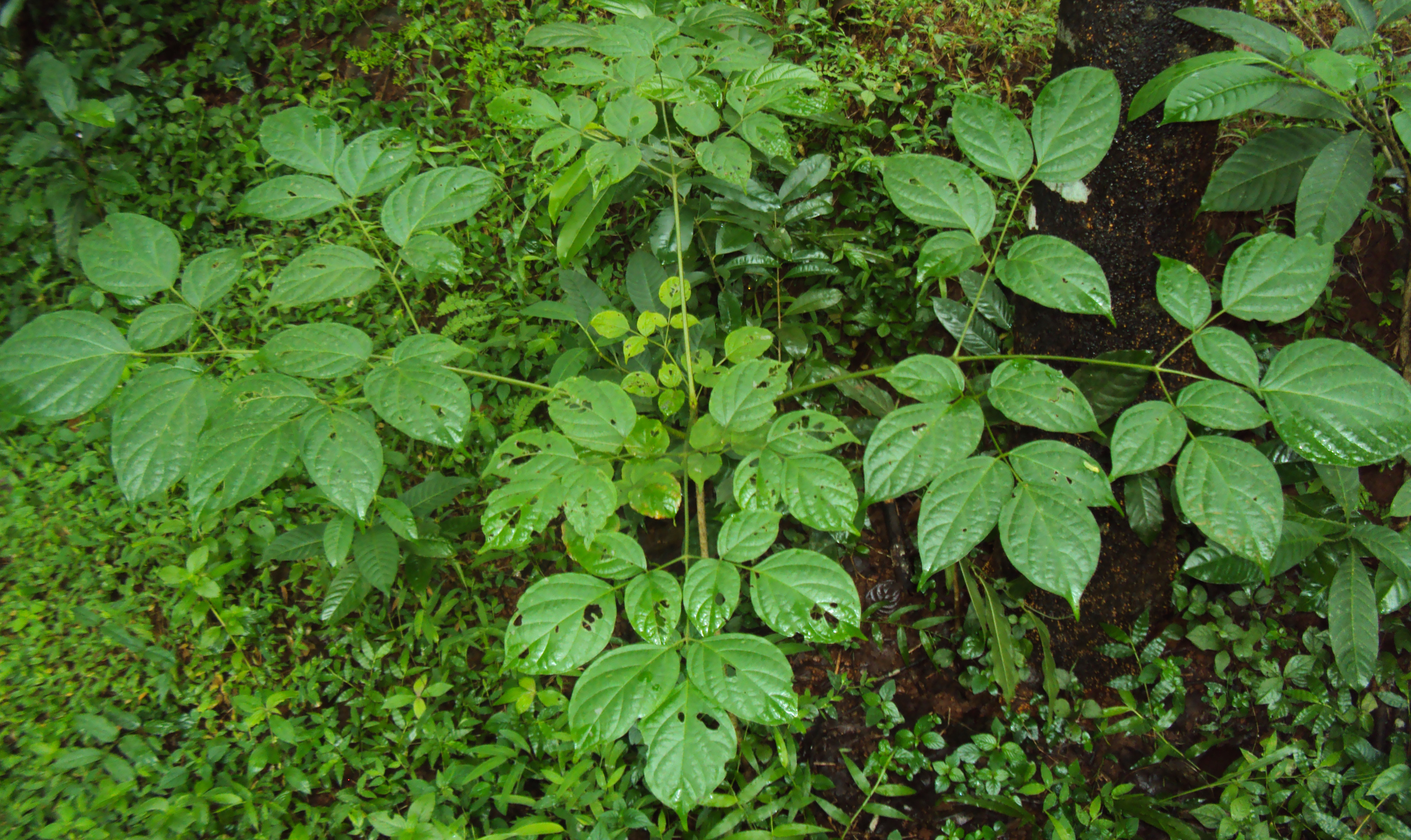
Jeune plant.
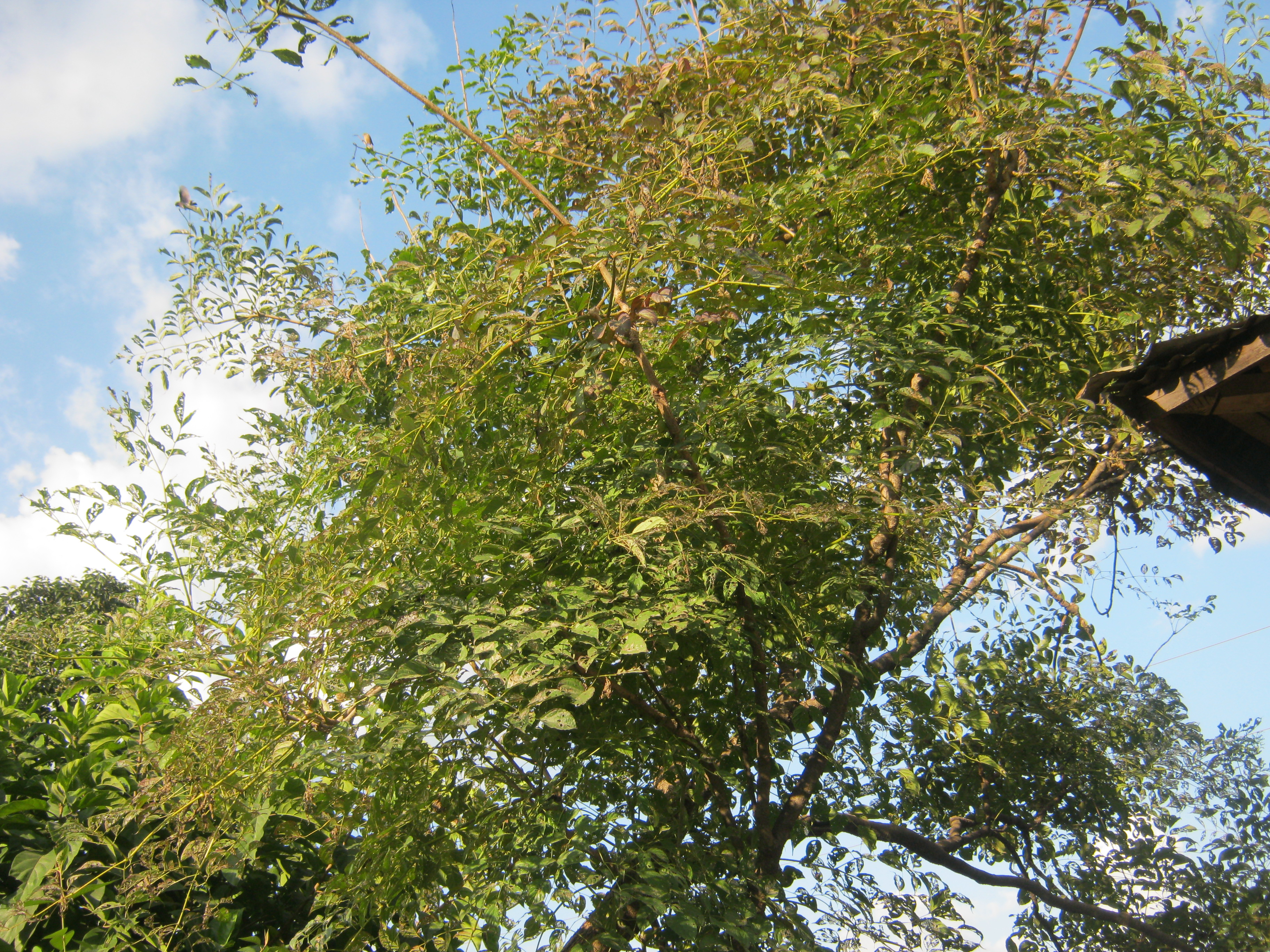
Feuillage.
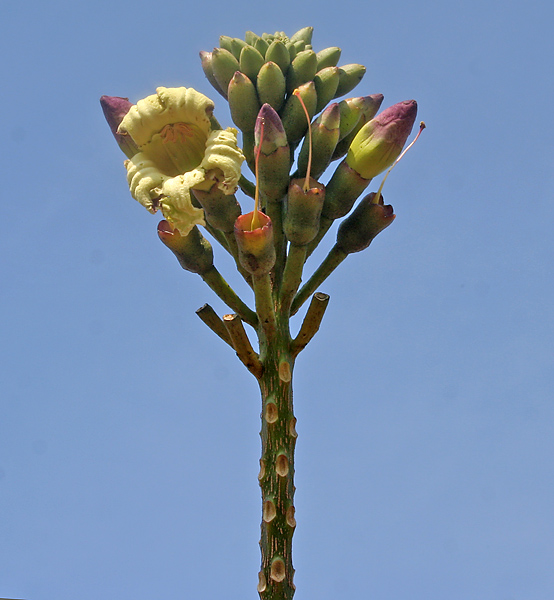
Fleur.
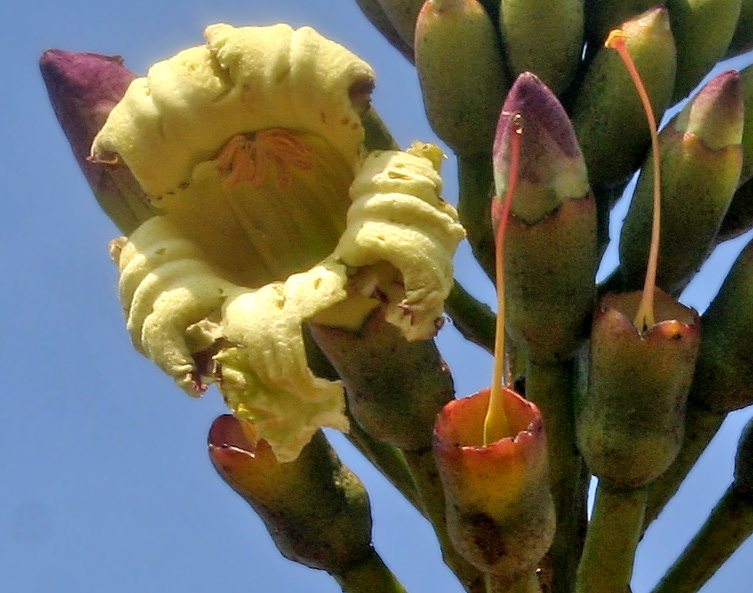
Fleur.
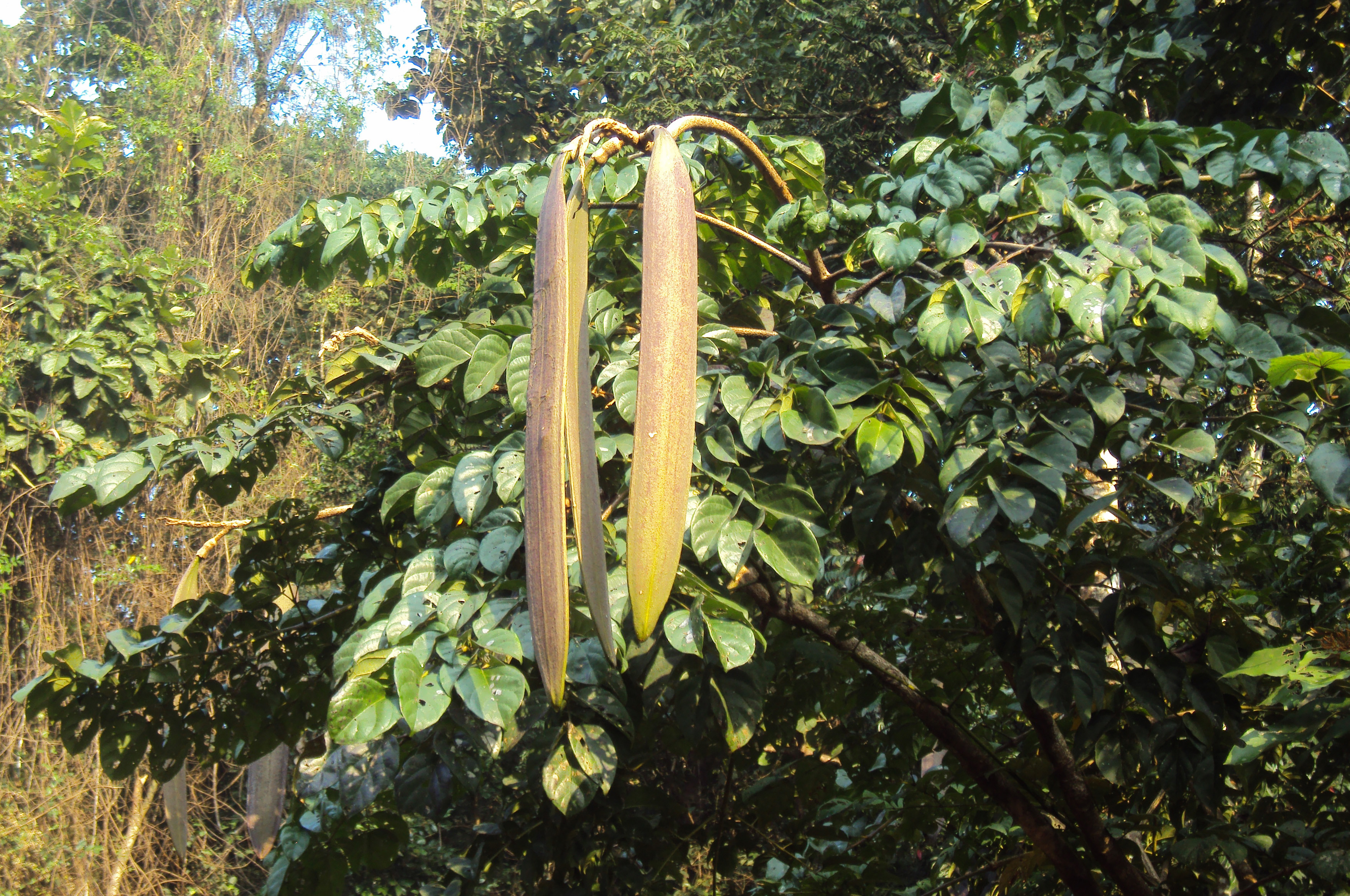
Fruit.
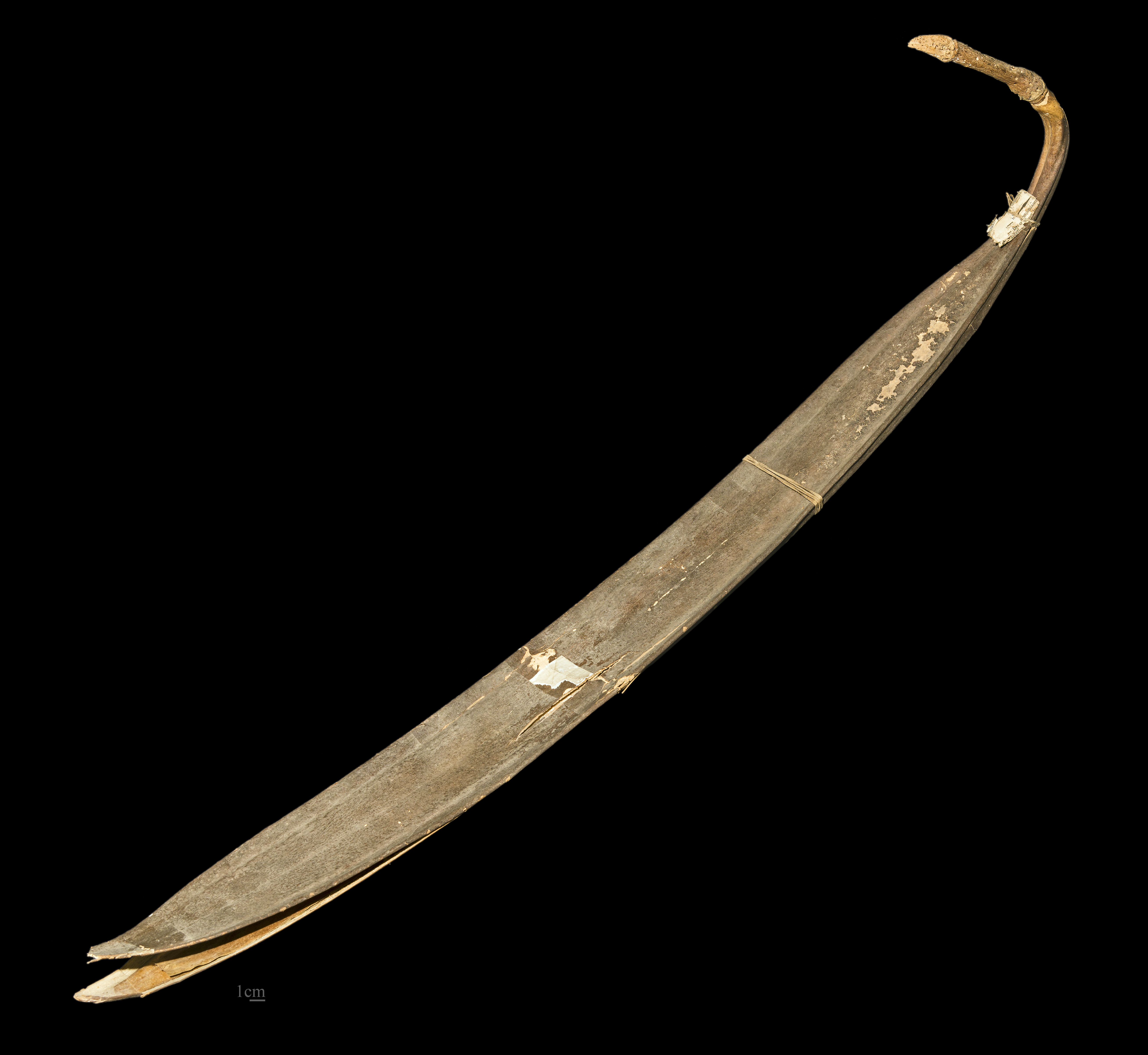
Fruit mature.
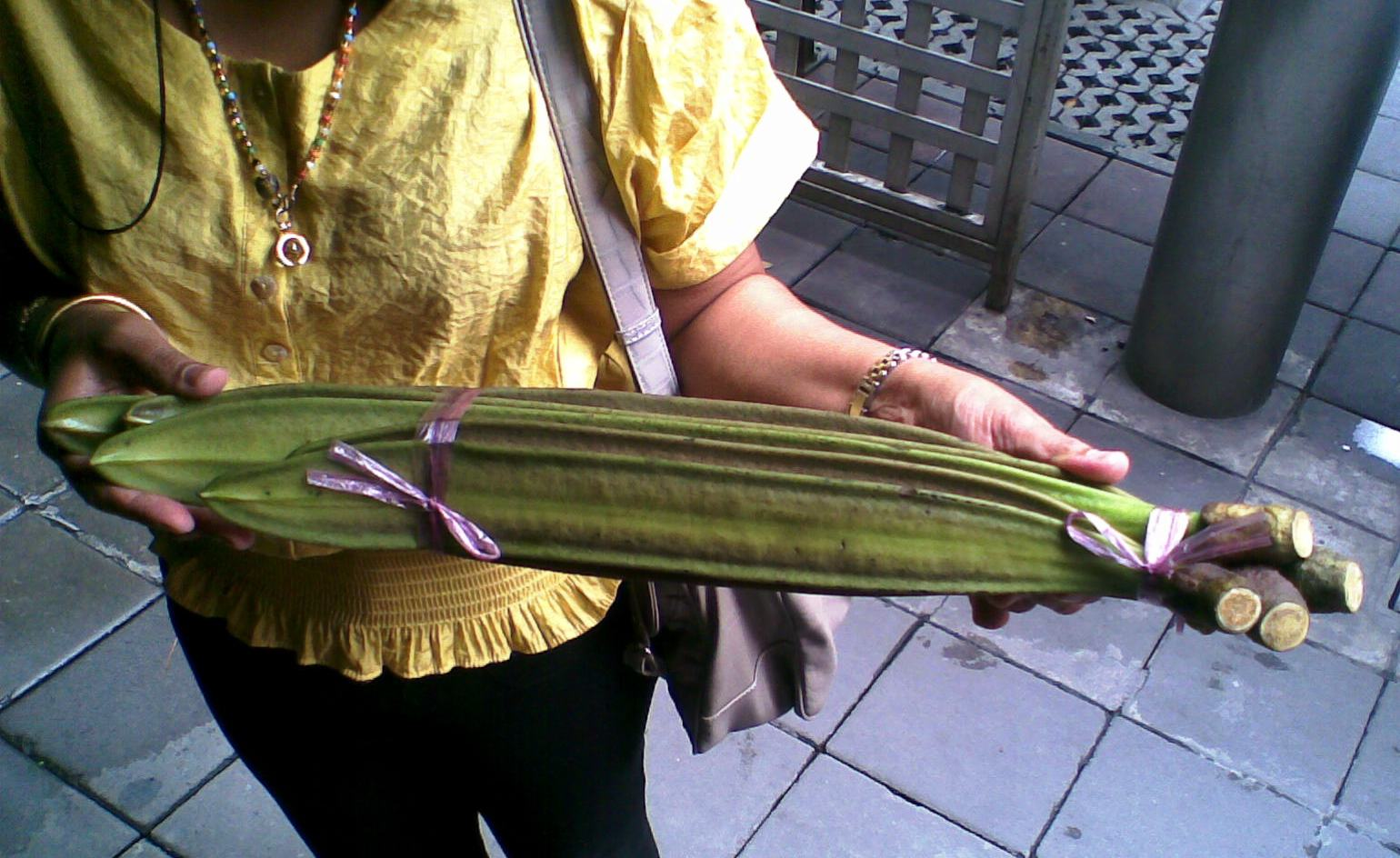
Un grand fruit d’Oroxylum vendu sur un marché à Bangkok, en Thaïlande.

## Chimie
On trouve les flavones suivantes dans la plante : baicaléine, chrysine, wogonine, oroxindine, oroxyline A et tétuine.

## Publication originale
- Kurz W.S. (1877) Forest Fl. Burma 2: 237.